# Bernabé de Vivanco
Bernabé de Vivanco y Velasco (Madrid, 1573-¿?, 17 de abril de 1625) fue un cortesano español del siglo XVII al servicio de Felipe III.

## Biografía
Nació en Madrid. Fue hijo de Hernando Ortiz de Vivanco y su mujer, Isabel de Velasco. Su padre estuvo al servicio de Felipe II como furriel mayor de las caballerizas y montero mayor. Tuvo por hermanos a:
- Ángeles de Velasco.
- Isabel de Velasco.
- Juan de Vivanco.

Fue bautizado en la desaparecida parroquia de Santa María de la Almudena el 28 de junio de 1573.
Por parte de padre era familiar del músico Sebastián de Vivanco.
En 1587 fue nombrado montero de espinosa. Posteriormente, fue ayuda de cámara, sucesivamente, de Felipe III y Felipe IV participó en las diversas intrigas cortesanas del primer tercio del siglo XVII.
Hacia julio de 1616 sería nombrado caballero de la Orden de Santiago.
Durante algunos años le fue atribuida la obra Historia de Felipe III que había compuesto su compañero, como ayuda de cámara del rey, Matías de Novoa. Fue dedicatario de una edición de comedias de Lope de Vega, y fue nombrado por Villamediana en sus poemas satíricos.
En 1619, tras la caída de Rodrigo Calderón, sería su sucesor en el importante cargo de secretario de la cámara del Reyque ejercería hasta octubre de 1621, habiendo sucedido ya Felipe IV a su padre.El 17 de febrero de 1621, casaría a su sobrino, Francisco de Vivanco con una hermana de leche de la reina Isabel de Borbón. Este enlace sería visto como una muestra del favor regio y se celebró en el oratorio del duque de Uceda.
En su testamento, otorgado el 16 de abril de 1625, ordena la obtención del patronato de la iglesia y bóveda del convento de las monjas del Caballero de Gracia para su enterramiento. 

Muere al día siguiente y de él dice el cronista Gascón de Torquemada:
[...] murió don Bernavé de Vivanco, Secretario de Su Magestad y del Consejo Supremo de Inquissición. Fue gran privado del Rey Católico don Phelipe Tercero; nunca se casó, quedó muy rico, e hiço un testamento muy cuerdo.
Sobre su sepultura, sus herederos solo conseguirían el patronazgo de la capilla de Nuestra Señora de los Remedios en el convento de la Merced de Madrid, hacia 1633. En este lugar sería finalmente sepultado Bernabé, sus padres y hermanos.

## Órdenes y empleos

### Órdenes
- Orden de Santiago.
  - Comendador de Dosbarrios.
  - Caballero (1616).[11]

### Empleos
- Secretario del Consejo de la Inquisición. (después de 1618)[11]
- Secretario del Rey de España (septiembre de 1612[11]-31 de octubre de 1621).
- Ayuda de cámara del Rey de España.[11]
- Regidor de Toledo.[11]

### Individuales
1. 1 2  Gascón de Torquemada, 1991, p. 217.
2. ↑  «Bienes de difuntos: Hernando Ortíz de Vivanco». Portal de Archivos Españoles. 1587.
3. ↑  Cruz Rodríguez, Javier (2022). «Nuevos datos sobre el maestro Vivanco, Artus Taberniel y Susana Muñoz (pdf)». Cuadernos Abulenses (Ávila) (51). ISSN 0213-0475.
4. ↑  Sáez González, Manuela (2021). «Dádivas de platería y joyas para conseguir prebendas: Duques de Osuna y de Uceda». Anales del Instituto de Estudios Madrileños (61): 55-64. ISSN 0584-6374. Consultado el 8 de octubre de 2023.
5. ↑  «Expediente para la concesión del título de caballero de la orden de Santiago a Bernabé de Vivanco». Portal de Archivos Españoles. 1616-07.
6. ↑  «Pruebas para la concesión del Título de Caballero de la Orden de Santiago de Bernabé Vivanco y Velasco, natural de Madrid, Secretario del Rey». Portal de Archivos Españoles. 1616.
7. ↑  Vaccari, Debora (15 de diciembre de 2018). «Un testimonio desconocido de la poesía satírica del Conde de Villamediana: los textos». Revista de Cancioneros Impresos y Manuscritos (7): 208. ISSN 2254-7444. doi:10.14198/rcim.2018.7.07. Consultado el 8 de octubre de 2023.
8. ↑  Martínez Millán, José; Trápaga Monchet, Koldo (2015). «La transformación institucional de la Cámara Real de la monarquía hispana durante el siglo XVII». La corte de Felipe IV (1621-1665): reconfiguración de la Monarquía católica,  Vol. 1, 2015, ISBN 978-84-16335-08-4, págs. 317-360 (Polifemo): 317-360. ISBN 978-84-16335-07-7. Consultado el 8 de octubre de 2023.
9. ↑  Gascón de Torquemada, 1991, p. 113.
10. ↑  Gascón de Torquemada, 1991, p. 84.
11. 1 2 3 4 5  Vega y Carpio, Lope de (1890). Obras, pub. por La Real academia española. Sucesores de Rivadeneyra. pp. 316-317. Consultado el 8 de octubre de 2023.